# Kálium-hidrid
A kálium-hidrid kálium és hidrogén ionvegyülete, képlete KH. Fehér színű szilárd anyag, bár a kereskedelmi forgalomban kapható minták szürke színűek. Hasznos vegyület a szerves szintézisekben. Erős bázis, és veszélyesen reakcióképes vegyület. Emiatt a kereskedelmi forgalomban ásványi olajokkal alkotott (35%-os) szuszpenzió vagy – a könnyebb kimérhetőség érdekében – paraffinviasszal alkotott homogenizátum formájában.

## Előállítása
Elemi kálium és hidrogén reakciójával állítják elő:
2 K + H2   →   2 KH
Először Humphry Davy állította elő 1807-ben.
Nem oldódik szerves oldószerekben, de oldódik hidroxidok és sókeverékek olvadékában.

## Reakciói
Reagál a vízzel:
KH + H2O → KOH + H2
A KH szuperbázis, erősebb mint a nátrium-hidrid. Használják bizonyos karbonilvegyületek és aminok deprotonálásához, melyekből enolátok és amidok keletkeznek.

## Veszélyei
A KH a levegőben önmagától meggyulladhat. Hevesen reagál a savakkal, oxidálószerekkel érintkezve meggyullad.

## Fordítás
Ez a szócikk részben vagy egészben  a   Potassium hydride című angol Wikipédia-szócikk ezen változatának fordításán alapul.  Az eredeti cikk szerkesztőit annak laptörténete sorolja fel. Ez a jelzés csupán a megfogalmazás eredetét és a szerzői jogokat jelzi, nem szolgál a cikkben szereplő információk forrásmegjelöléseként.